# Skygger (film fra 1953)
 For alternative betydninger, se Skygger. (Se også artikler, som begynder med Skygger)
Skygger (russisk: Тени) er en sovjetisk spillefilm fra 1953 produceret af Lenfilm og instrueret af Nadesjda Kosjeverova og Nikolaj Akimov. Filmen er baseret på et skuespil af samme navn skrevet af Mikhail Saltykov-Sjtjedrin i 1865.

## Handling
En ung liberalt indstillet officer, Bobyrev, fra Sankt Petersborg-provinsen håber på at gøre karriere. Han bliver ansat hos sin gamle skolekammarat Klaverova, der er general. Den smukke Sofia får indflydelse på planerne.

## Medvirkende
- Valentin Lebedev som Pjotr Sergeitj Klaverov
- Vladimir Petrov som Nikolaj Dmitritj Bobyrev
- Galina Korotkevitj som Sofja Aleksandrovna
- Vera Budrejko som Olga Dmitrijevna
- Jurij Bublikov som Pavel Nikolaitj Nabojkin